# Глазуновський район
Глазуновський район (рос. Глазуновский район) — адміністративно-територіальна одиниця (район) та муніципальне утворення (муніципальний район) у складі Орловської області Російської Федерації.
Адміністративний центр — смт Глазуновка.

## Історія
- Район утворений 18 січня 1935 року у складі Курської області.
- З 14 липня 1944 року район у складі Орловської області.
- З 1 січня 2006 року район отримав статус муніципального району, котрий включав 8 муніципальних утворень.